# Farmaceuta

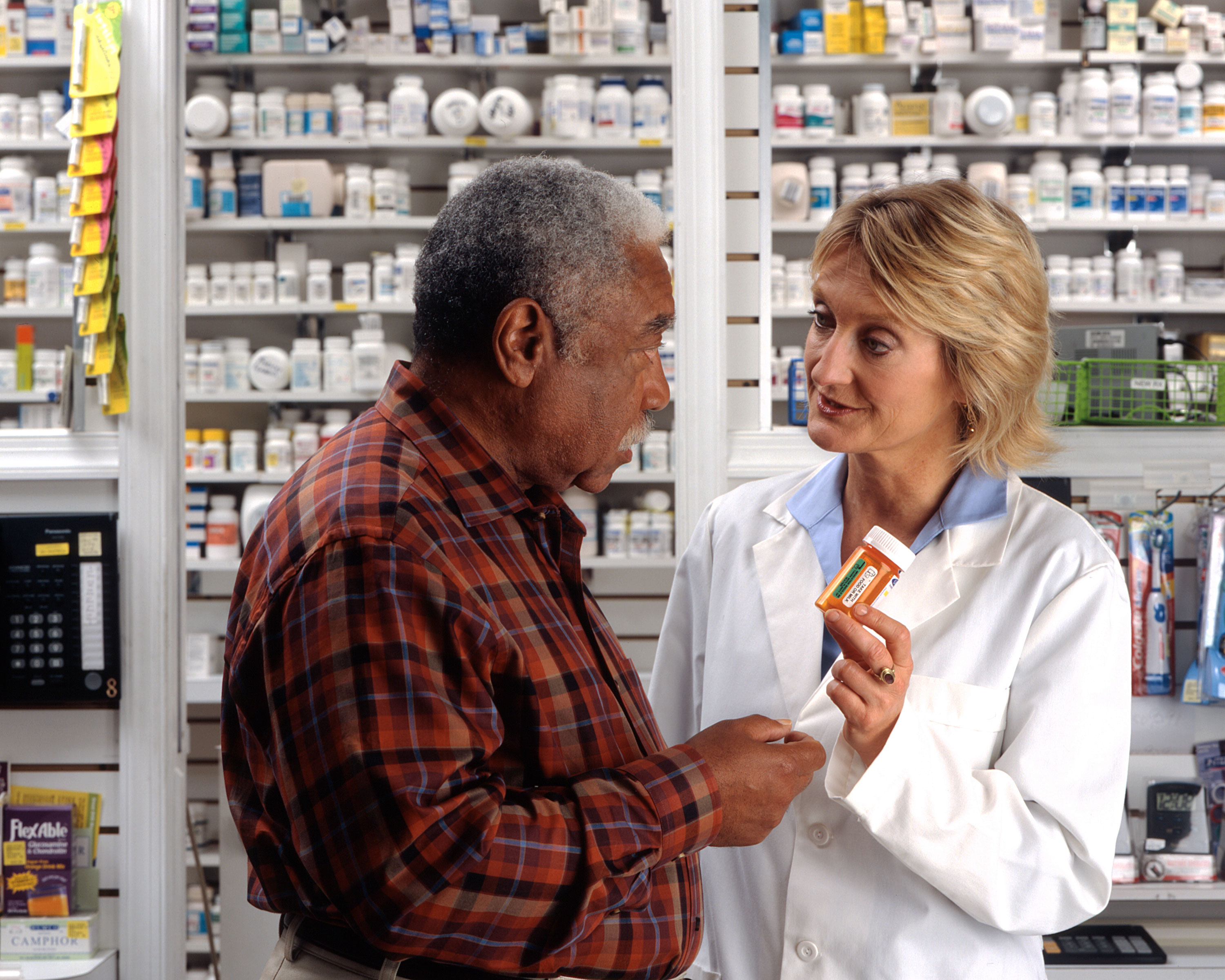
Farmaceutka

Farmaceuta – zawód zaufania publicznego, który jest gwarantem jakości leków oraz skuteczności i bezpieczeństwa farmakoterapii w systemie opieki zdrowotnej, w szczególności jako kierownik apteki lub aptekarz osobiście obecny w aptece w godzinach jej czynności, mimo że większość czynności fachowych i pomocniczych mogą wykonywać też technicy farmaceutyczni i pomoce apteczne. W Polsce jest to tytuł zawodowy przysługujący w Polsce osobie, która ukończyła studia w szkole wyższej na kierunku farmacja i uzyskała Prawo wykonywania zawodu farmaceuty.

## Tytuł zawodowy farmaceuty w Polsce

### Prawo wykonywania zawodu farmaceuty

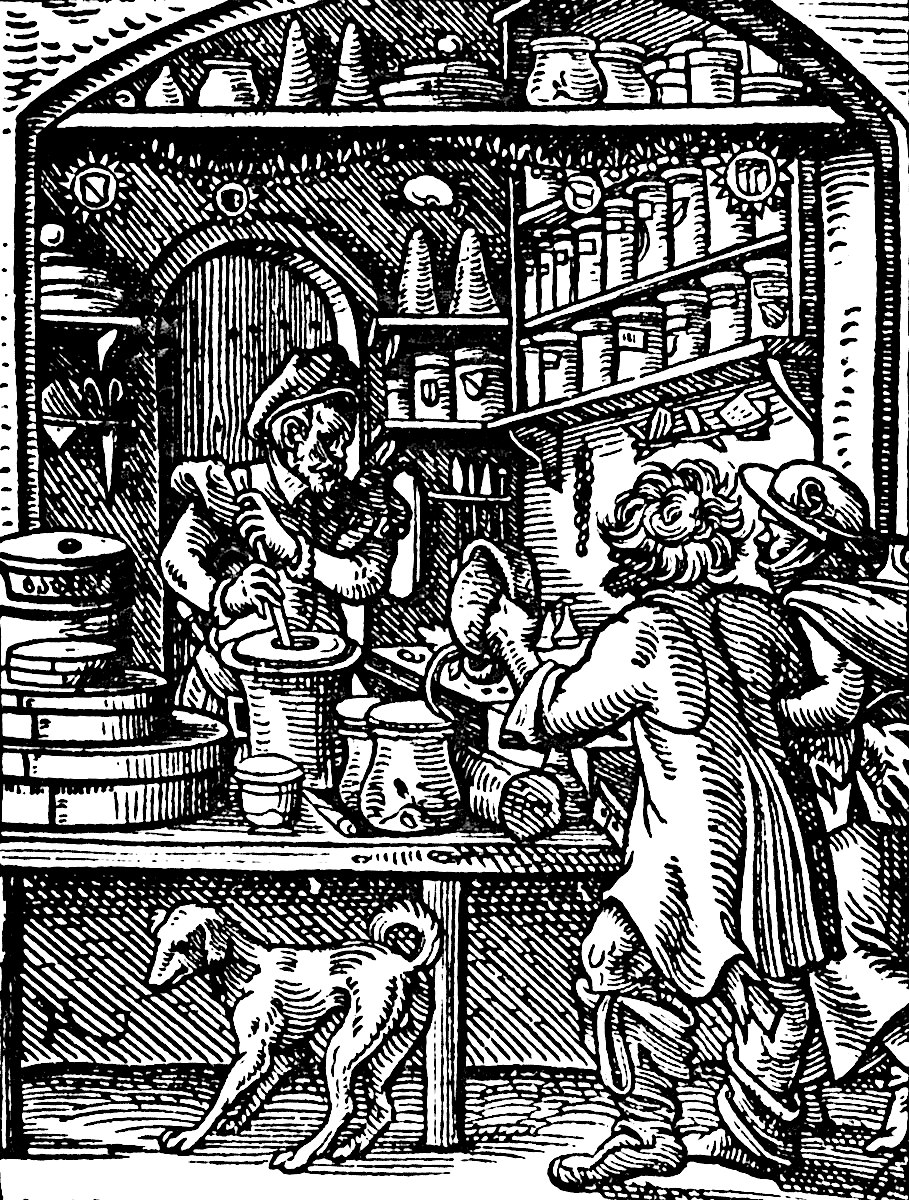
Aptekarz – XVI w.

Tytułem farmaceuty na terenie Polski ma prawo posługiwać się osoba, która posiada dokument „Prawo wykonywania zawodu farmaceuty” (PWZF) wydany przez Naczelną Izbę Aptekarską lub okręgową izbę aptekarską. Tytuł zawodowy farmaceuty podlega ochronie prawnej. Farmaceuta wykonujący zawód w aptece, punkcie aptecznym lub hurtowni farmaceutycznej ma prawo posługiwać się tytułem aptekarza.
Farmaceuta, któremu przyznano prawo wykonywania zawodu farmaceuty, składa ślubowanie w brzmieniu: „Ślubuję uroczyście w swej pracy farmaceuty sumiennie, gorliwie i z należytą starannością wykonywać swoje obowiązki, mając zawsze na uwadze dobro pacjenta, wymogi etyki zawodowej i obowiązujące prawo, a także zachować tajemnicę zawodową, zaś w postępowaniu swoim kierować się zasadami godności, uczciwości i słuszności”.
Kwalifikacje do wykonywania zawodu farmaceuty posiada osoba, która ukończyła w Polsce 5,5-letnie studia na kierunku farmacja w szkole wyższej, obejmujące co najmniej sześciomiesięczną praktykę zawodową w aptece, i uzyskała tytuł magistra farmacji. Osoba, która uzyska prawo wykonywania zawodu farmaceuty, podlega wpisowi do rejestru farmaceutów prowadzonego przez okręgową radę aptekarską, właściwą dla miejsca uprawiania zawodu.
Osoba wykonująca zawód aptekarza nie może jednocześnie wykonywać praktyki lekarskiej, lekarsko-dentystycznej ani weterynaryjnej. Od 25 czerwca 2017 roku tylko farmaceuta (lub spółka, w której wspólnikami są tylko farmaceuci) ma prawo do uzyskania zezwolenia na prowadzenie apteki ogólnodostępnej.
W Centralnym Rejestrze Farmaceutów jest dostępna szybka wyszukiwarka farmaceutów zarejestrowanych na terenie Polski. Umożliwia szukanie po imieniu, nazwisku, okręgowej izbie i numerze wykonywania zawodu.

#### Numer prawa wykonywania zawodu farmaceuty
Podczas pierwszego wpisu Okręgowa Rada Aptekarska nadaje numer prawa wykonywania zawodu farmaceuty.
Każdy numer liczy 8 cyfr, w tym:
- dwie pierwsze cyfry (prefix) oznaczają przyjęty numer właściwej izby aptekarskiej (od 01 do 22);
- pięć następnych cyfr stanowi numer kolejny farmaceuty w rejestrze izby zgodny z chronologią wpisu do rejestru (od 00001 do 99999);
- ostatnia, ósma cyfra jest cyfrą kontrolną, wygenerowaną z siedmiu pierwszych cyfr tak jak dla kodu EAN8.[4]

Wyszukania farmaceuty i sprawdzenia poprawności numeru można dokonać na stronie internetowej Centralnego Rejestru Farmaceutów na podstawie imienia i nazwiska lub numeru PWZ farmaceuty.

#### Dokument Prawo Wykonywania Zawodu Farmaceuty
Minister Zdrowia wydał Rozporządzenie z dnia 29 kwietnia 2022 r. w sprawie dokumentu "Prawo wykonywania zawodu farmaceuty", zgodnie z upoważnieniem ustawowym określonym w art. 17 ust. 4 ustawy z dnia 10 grudnia 2020 r. o zawodzie farmaceuty (Dz.U. z 2025 r. poz. 608). Dokument ma formę książeczki z naklejką personalizacją. Dokument ten zawiera dane pozwalające na ustalenie tożsamości posiadacza, w tym jego fotografię. Zgodnie z art. 13 ust. 1 ustawy dokument „Prawo wykonywania zawodu farmaceuty”, wydawany będzie przez okręgową radę aptekarską, właściwą ze względu na zamierzone miejsce wykonywania zawodu farmaceuty, a w odniesieniu do osoby, która posiada kwalifikacje, o których mowa w art. 5 ust. 1 pkt 4 i 5 oraz ust. 4 ustawy – Naczelna Rada Aptekarska.
Książeczka o wymiarach 125x88 mm ma 21 stron z miejscem na wpisane danych osobowych, wpisach i skreślenia z rejestru oraz danych o specjalizacji i uzyskanych stopniach naukowych. 
Dokument według poprzedniego wzoru może być wydawany nie dłużej niż do dnia 12 lipca 2022 r.

### Podnoszenie kwalifikacji zawodowych i specjalizacja farmaceutów
Farmaceuta zatrudniony w aptece lub hurtowni farmaceutycznej jest zobowiązany do podnoszenia kwalifikacji zawodowych poprzez uczestnictwo w szkoleniu ciągłym, którego celem jest aktualizacja posiadanego zasobu wiedzy oraz stałe dokształcanie się w zakresie nowych osiągnięć nauk farmaceutycznych.
Tytuł specjalisty farmaceuta może uzyskać w ramach kształcenia podyplomowego – po odbyciu przeszkolenia specjalizacyjnego, zwanego „specjalizacją” i zdaniu egzaminu państwowego. Specjalizację może rozpocząć osoba, która spełnia łącznie następujące warunki:
- posiada prawo wykonywania zawodu farmaceuty;
- posiada roczny staż pracy w zawodzie;
- została zakwalifikowana do odbycia specjalizacji w postępowaniu kwalifikacyjnym.

Specjalizacje i szkolenia ciągłe są prowadzone przez wydziały albo inne jednostki organizacyjne szkół wyższych, które prowadzą studia na kierunku farmacja.
Specjalizacja farmaceutów odbywa się w zakresie następujących specjalności:
- analityka farmaceutyczna,
- farmacja apteczna,
- farmacja kliniczna,
- farmacja przemysłowa,
- farmacja szpitalna,
- farmakologia,
- radiofarmacja,
- toksykologia[8].

### Usługi farmaceutyczne
Zgodnie z Ustawą o zawodzie farmaceuty wykonywanie zawodu farmaceuty ma na celu ochronę zdrowia publicznego i obejmuje udzielanie usług farmaceutycznych polegających w szczególności na:
- sporządzaniu i wytwarzaniu produktów leczniczych;

- ocenie jakości leków recepturowych, leków aptecznych i leków gotowych;
- wydawaniu produktów leczniczych i wyrobów medycznych;
- sporządzaniu leków recepturowych i leków aptecznych w aptece;
- sprawowaniu nadzoru nad wytwarzaniem, obrotem, przechowywaniem, wykorzystaniem i utylizacją produktów leczniczych i wyrobów medycznych;
- udzielaniu informacji i porad dotyczących działania i stosowania produktów leczniczych i wyrobów medycznych;
- sprawowaniu opieki farmaceutycznej polegającej na dokumentowanym procesie, w którym farmaceuta, współpracując z pacjentem i lekarzem, a w razie potrzeby z przedstawicielami innych zawodów medycznych, czuwa nad prawidłowym przebiegiem farmakoterapii w celu uzyskania określonych jej efektów poprawiających jakość życia pacjenta;
- kierowaniu apteką, punktem aptecznym, działem farmacji szpitalnej lub hurtownią farmaceutyczną;

- współuczestniczeniu w sprawowaniu nadzoru nad gospodarką produktami leczniczymi, w szczególności w zakładach opieki zdrowotnej;
- współudziale w badaniach klinicznych prowadzonych w szpitalu;
- współudziale w badaniach nad lekiem;
- przygotowywaniu roztworów do hemodializy i dializy otrzewnowej;
- prowadzeniu działalności dydaktycznej w uczelniach medycznych, badań naukowych i prac rozwojowych w dziedzinie farmacji;
- zgłaszaniu działań niepożądanych produktów leczniczych[1].

Zgodnie z Ustawą Prawo farmaceutyczne w odniesieniu do aptek szpitalnych usługą farmaceutyczną jest również:
- sporządzanie leków do żywienia pozajelitowego i dojelitowego;
- przygotowywanie leków w dawkach dziennych, w tym leków cytostatycznych;
- sporządzanie produktów radiofarmaceutycznych na potrzeby udzielania świadczeń pacjentom danego podmiotu leczniczego;
- wytwarzanie płynów infuzyjnych;
- organizowanie zaopatrzenia szpitala w produkty lecznicze i wyroby medyczne;
- przygotowywanie roztworów do hemodializy i dializy dootrzewnowej;
- udział w monitorowaniu działań niepożądanych leków;
- udział w badaniach klinicznych prowadzonych na terenie szpitala;
- udział w racjonalizacji farmakoterapii;
- współuczestniczenie w prowadzeniu gospodarki produktami leczniczymi i wyrobami medycznymi w szpitalu;
- prowadzenie ewidencji badanych produktów leczniczych oraz produktów leczniczych i wyrobów medycznych otrzymywanych w formie darowizny;
- ustalanie procedur wydawania produktów leczniczych lub wyrobów medycznych przez aptekę szpitalną na oddziały oraz dla pacjenta[2].

### Zadania kierownika apteki
W aptece ogólnodostępnej musi być ustanowiony farmaceuta odpowiedzialny za prowadzenie apteki, zwany kierownikiem apteki. Można być kierownikiem tylko jednej apteki. Kierownikiem apteki może być farmaceuta, który ma co najmniej 5-letni staż pracy w aptece, a w przypadku gdy posiada specjalizację z zakresu farmacji aptecznej – 3-letni staż pracy w aptece. Kierownik apteki na czas swojej nieobecności wyznacza farmaceutę do jego zastępowania.
Do zadań kierownika apteki należy:
- organizacja pracy w aptece: przyjmowania, wydawania, przechowywania i identyfikacji produktów leczniczych i wyrobów medycznych, prawidłowego sporządzania leków recepturowych i leków aptecznych oraz udzielania informacji o lekach;
- nadzór nad praktykami studenckimi oraz praktykami techników farmaceutycznych;
- przekazywanie informacji o niepożądanym działaniu produktu leczniczego lub wyrobu medycznego;
- przekazywanie informacji o podejrzeniu lub stwierdzeniu, że dany produkt leczniczy nie odpowiada ustalonym dla niego wymaganiom jakościowym;
- zakup produktów leczniczych oraz ich wydawanie zgodnie z Ustawą Prawo farmaceutyczne;
- zakup środków spożywczych specjalnego przeznaczenia żywieniowego oraz wyrobów medycznych oraz ich wydawanie zgodnie z Ustawą Prawo farmaceutyczne;
- prowadzenie ewidencji zatrudnionych w aptece osób;
- przekazywanie okręgowym izbom aptekarskim danych niezbędnych do prowadzenia rejestru farmaceutów;
- wstrzymywanie lub wycofywanie z obrotu i stosowania produktów leczniczych;
- wyłączne reprezentowanie apteki względem Narodowego Funduszu Zdrowia.

W aptece szpitalnej oraz zakładowej również ustanawia się kierownika apteki, do którego stosuje się odpowiednio przepisy dotyczące kierownika apteki ogólnodostępnej.

### Czynności fachowe w aptece
W godzinach czynności apteki powinien być w niej obecny farmaceuta.
Przy wykonywaniu w aptece czynności fachowych mogą być zatrudnieni wyłącznie farmaceuci i technicy farmaceutyczni – w granicach ich uprawnień zawodowych.
Technik farmaceutyczny, posiadający dwuletnią praktykę w aptece w pełnym wymiarze czasu pracy, może:
- wykonywać w aptece czynności fachowe polegające na sporządzaniu, wytwarzaniu, wydawaniu produktów leczniczych i wyrobów medycznych, z wyjątkiem produktów leczniczych mających w swoim składzie:
  - substancje bardzo silnie działające;
  - substancje odurzające;
  - substancje psychotropowe grupy I-P oraz II-P.

- wykonywać czynności pomocnicze przy sporządzaniu i przygotowywaniu niektórych innych preparatów leczniczych;
- zgłaszać działania niepożądane produktów leczniczych[2].

#### Wydawanie produktów leczniczych i wyrobów medycznych
Produkty lecznicze i wyroby medyczne wydawane są z apteki ogólnodostępnej przez farmaceutę lub technika farmaceutycznego – w ramach jego uprawnień zawodowych:
- na podstawie recepty;
- bez recepty;

W przypadku zagrożenia zdrowia farmaceuta, może wydać lek wystawiając receptę farmaceutyczną. Recepta jest wystawiana w formie e-recepty lub papierowej. Powinna zawierać:
- nazwę wydanego produktu leczniczego i jego dawkę;
- przyczynę wydania produktu leczniczego;
- tożsamość i adres osoby, dla której produkt leczniczy został wydany;
- datę wydania, podpis farmaceuty[2].

Osoba wydająca produkt leczniczy lub wyrób medyczny:
- sprawdza jego termin ważności;
- kontroluje wizualnie, jeżeli jest to możliwe, czy produkt leczniczy lub wyrób medyczny nie wykazuje cech świadczących o jego niewłaściwej jakości;
- udziela, w razie potrzeby, osobie odbierającej produkt leczniczy lub wyrób medyczny informacji co do sposobu jego stosowania i przechowywania oraz innych dotyczących działania farmakologicznego i ewentualnych interakcji, w które może on wchodzić.

Osoba realizująca receptę jest zobowiązana przed wydaniem produktu leczniczego lub wyrobu medycznego ponadto do:
- sprawdzenia prawidłowości wystawienia recepty zgodnie z odrębnymi przepisami;
- umieszczenia na recepcie, na której przepisano lek recepturowy numeru bieżącego leku recepturowego, adnotacji o dacie i czasie przyjęcia recepty do realizacji i swojego podpisu i pieczątki;
- sprawdzenia szczególnych uprawnień osoby, dla której została wystawiona recepta, określonych w odrębnych przepisach;
- przeliczenia przepisanej na recepcie ilości produktu leczniczego lub wyrobu medycznego i sprawdzenia, czy ilość ta odpowiada ilości, którą osoba realizująca receptę może wydać zgodnie z odrębnymi przepisami;
- sprawdzenia rodzaju odpłatności za wydawany produkt leczniczy lub wyrób medyczny;
- poinformowania osoby odbierającej produkt leczniczy lub wyrób medyczny o wysokości wnoszonej przez nią opłaty;
- pobrania opłaty za wydawaną ilość produktu leczniczego lub wyrobu medycznego, zgodnie z odrębnymi przepisami.

Osoba realizująca receptę lub zapotrzebowanie może wydać produkt leczniczy w dawce mniejszej niż określona na recepcie lub w zapotrzebowaniu, jeżeli dawka ta stanowi wielokrotność dawki, w której produkt leczniczy jest wydawany.

##### Odmowa wydania produktu leczniczego lub wyrobu medycznego
Zgodnie z Ustawą Prawo farmaceutyczne farmaceuta i technik farmaceutyczny mogą odmówić wydania produktu leczniczego, jeżeli jego wydanie może zagrażać życiu lub zdrowiu pacjenta.
Zgodnie z Rozporządzeniem w sprawie wydawania z apteki produktów leczniczych i wyrobów medycznych odmowa wydania produktu leczniczego lub wyrobu medycznego może nastąpić, jeżeli:
- zachodzi uzasadnione podejrzenie co do autentyczności recepty lub zapotrzebowania;
- konieczne jest dokonanie zmian określonych w odrębnych przepisach, przy braku możliwości porozumienia się z osobą, która jest uprawniona do wystawiania recept;
- od dnia sporządzenia leku upłynęło co najmniej 6 dni;
- osoba, która przedstawiła receptę do realizacji, nie ukończyła 13 roku życia;
- zachodzi uzasadnione podejrzenie co do wieku osoby, dla której została wystawiona recepta[9].

#### Sporządzanie leków recepturowych
Osoba sporządzająca lek recepturowy:
- stosuje surowce farmaceutyczne niezbędne do przygotowania danej postaci leku recepturowego;
- stosuje surowiec o najniższym stężeniu, jeżeli na recepcie wymieniony został surowiec farmaceutyczny występujący w kilku stężeniach, a stężenie tego surowca nie zostało określone;
- dokonuje korekty składu leku recepturowego, jeżeli podany na recepcie skład może tworzyć niezgodność chemiczną lub fizyczną, mogącą zmienić działanie leku lub jego wygląd;
- zmniejsza ilość surowca farmaceutycznego w składzie leku recepturowego do wielkości określonej przez dawkę maksymalną, jeżeli dawka maksymalna jest dla tego surowca ustalona i ze składu oraz sposobu użycia podanego na recepcie wynika, że nastąpiło przekroczenie dawki maksymalnej, a wystawiający receptę nie uczynił adnotacji o konieczności zastosowania dawki wskazanej w składzie leku;
- umieszcza na recepcie lekarskiej adnotacje o dacie i czasie sporządzenia leku recepturowego oraz składa swój podpis i pieczątkę.

Surowce farmaceutyczne i postać leku recepturowego muszą spełniać wymagania określone w Farmakopei Polskiej, Farmakopei Europejskiej, lub innych odpowiednich farmakopeach uznawanych w państwach członkowskich Unii Europejskiej.

### Przerwa w wykonywaniu zawodu farmaceuty
Farmaceuta, który nie wykonuje zawodu farmaceuty w aptece przez okres dłuższy niż 5 lat w ciągu ostatnich 6 lat, a zamierza podjąć jego wykonywanie w aptece, ma obowiązek zawiadomić o tym okręgową radę aptekarską i odbyć przeszkolenie uzupełniające.
Nie stanowi przerwy w wykonywaniu zawodu farmaceuty wykonywanie:
- funkcji z wyboru w organach izb aptekarskich;
- pracy w charakterze nauczyciela akademickiego na wydziałach albo w innych jednostkach organizacyjnych szkół wyższych, które prowadzą studia na kierunku farmacja;
- pracy w inspekcji farmaceutycznej;
- pracy w ramach merytorycznej działalności redakcyjnej naukowo-zawodowych czasopism farmaceutycznych[1].

### Odpowiedzialność zawodowa
Członkowie samorządu aptekarskiego są zobowiązani:
- przestrzegać zasad etyki i deontologii zawodowej;
- godnie zachowywać się i sumiennie wykonywać swoje obowiązki zawodowe;
- zachować w tajemnicy wiadomości dotyczące zdrowia pacjenta, uzyskane w związku z wykonywaniem zawodu.

Członkowie samorządu aptekarskiego podlegają odpowiedzialności zawodowej przed sądami aptekarskimi za postępowanie sprzeczne z zasadami etyki i deontologii zawodowej oraz przepisami prawnymi dotyczącymi wykonywania zawodu aptekarza.
Sąd aptekarski może orzekać kary:
- upomnienia;
- nagany;
- zawieszenia prawa wykonywania zawodu aptekarza;
- pozbawienia prawa wykonywania zawodu aptekarza.

Farmaceuta traci prawo wykonywania zawodu w razie:
- ubezwłasnowolnienia całkowitego lub częściowego;
- utraty praw publicznych;
- pozbawienia prawa wykonywania zawodu[1].

Zgodnie z Ustawą Prawo farmaceutyczne: „Kto nie będąc uprawnionym kieruje apteką, podlega grzywnie. Tej samej karze podlega osoba, która nie posiadając uprawnień zawodowych wydaje z apteki produkt leczniczy.”

### Liczba farmaceutów w Polsce
33 988 magistrów farmacji jest wpisanych do rejestrów farmaceutów prowadzonych przez okręgowe izby aptekarskie w Polsce. Spośród nich 13 791 farmaceutów jest kierownikami aptek ogólnodostępnych, 1542 farmaceutów jest kierownikami aptek szpitalnych, zakładowych i działów farmacji szpitalnej. Według Ministerstwa Zdrowia na jedną aptekę w Polsce przypada przeciętnie 1,78 farmaceuty, z czego najwięcej (2,5) w województwach łódzkim i pomorskim, a najmniej (1) - w województwie zachodniopomorskim.

## Farmaceuci za granicą
Kraje europejskie, w których tylko aptekarze i spółki aptekarzy mogą być właścicielami aptek:
- Austria;
- Niemcy;
- Francja;
- Włochy;
- Hiszpania;
- Belgia;
- Dania;
- Finlandia;
- Słowenia;
- Grecja;
- Cypr;
- Łotwa;
- Luksemburg;
- Węgry[13];
- Polska[2].

### Szwajcaria
W Szwajcarii działają zarówno apteki niezależne (68%) - których niezależnym właścicielem jest aptekarz, jak i sieciowe (32%) - w których aptekarz odpowiedzialny za aptekę jest jej kierownikiem "naukowym", zatrudnionym przez centralnie zarządzane przedsiębiorstwo.
Studia w zakresie nauk farmaceutycznych w Szwajcarii można odbyć w Bazylei, Zurychu i Genewie. Studia są podzielone na dwa stopnie: 3-letni stopień licencjacki i do wyboru 1,5-roczny lub 2-letni stopień magisterski. Ten pierwszy to stopień magistra nauk farmaceutycznych (farmaceuta przemysłowy), ten drugi to stopień magistra farmacji (aptekarz).
Do personelu aptecznego należy również zawód „asystentki farmaceutycznej” („Pharma-Assistentin"). Kształcenie w tym zawodzie trwa 3 lata i odbywa się w aptece ogólnodostępnej. W pierwszym roku nauki uczeń uczęszcza do szkoły zawodowej dwa dni w tygodniu, w drugim i trzecim roku nauki – jeden dzień w tygodniu. Głównym zadaniem „asystentki farmaceutycznej” jest obsługa klientów w zakresie pytań o zdrowie, choroby i leczenie. Potrafi wyjaśnić sposób podawania leków i wie, kiedy jest wskazana dalsza informacja i obsługa przez aptekarza.
Podobnym zawodem jest „drogista” („Drogist”). Kształcenie w tym zawodzie trwa 4 lata i odbywa się w drogerii. W pierwszym roku nauki uczeń uczęszcza do szkoły zawodowej dwa dni w tygodniu, w drugim roku – jeden lub dwa dni w tygodniu, a w trzecim i czwartym roku – jeden dzień w tygodniu. Głównym zadaniem „drogisty” jest obsługa klienta w zakresie pytań o zdrowie, higienę i urodę. „Drogista” jest specjalistą w zakresie środków czystości i ziół. Tylko w drogerii mogą być wydawane leki do samoleczenia o kategorii D.
Leki w Szwajcarii są podzielone na 5 kategorii: kategoria A, B (na receptę) i C (bez recepty, np. ibuprofen, hydrokortyzon, kodeina, lewonorgestrel) – mogą być wydawane tylko w aptekach, kategoria D (np. paracetamol, ksylometazolina) – mogą być wydawane również w drogeriach, a kategoria E (np. melisa, rumianek) – mogą być wydawane bez ograniczeń.
W Szwajcarii przed realizacją recepta musi zostać skontrolowana („zwalidowana”) z uwzględnieniem następujących punktów:
- autentyczność i kompletność recepty, w tym oznaki nadużycia;
- uprawnienia osoby wystawiającej;
- uprawnienia osoby odbierającej;
- akceptowalność dawkowania/wskazania (właściwy preparat, we właściwej formie, z właściwym dawkowaniem/we właściwej ilości, we właściwym czasie, dla właściwej osoby);
- interakcje/kompatybilność;
- przy powtórzeniu – dopuszczalność powtórzenia;
- tożsamość i etykieta przygotowanego leku;
- kalkulacja zniżki z kasy chorych[18].

Kontrola („walidacja”) recepty oraz zwolnienie leku do wydania musi za każdym razem zostać dokonane przez aptekarza i zostać udokumentowane pisemnym pozwoleniem („wizą”) aptekarza na recepcie. Przed wydaniem leku musi zostać dokonana kontrola przez drugą osobę w aptece (zasada „czterech oczu”).
W wielu kantonach Szwajcarii jest dozwolona realizacja własnych recept przez lekarzy. W tych kantonach koszt leczenia w przeliczeniu na mieszkańca jest wyższy niż w kantonach, w których jest to zabronione, co może być spowodowane powstałym w ten sposób konfliktem interesów i brakiem gwarancji niezależności przy wyborze leczenia (przepisując droższy lek, lekarz zarabia więcej).

### Norwegia
Zgodnie z norweską Ustawą o aptekach koncesję na posiadanie apteki („apotekkonsesjon”) może uzyskać podmiot, który wykaże zdolność ekonomiczną do prowadzenia apteki w sposób profesjonalnie odpowiedzialny, w tym zdolność ekonomiczną do oferowania nieopłacalnych usług farmaceutycznych. Wnioskodawca musi wykazać, że apteka będzie miała wystarczający zasięg, żeby zapewnić i utrzymać kompetencje apteki jako handlu fachowego i wytwórcy leków.
Koncesję na prowadzenie apteki („driftkonsesjon”) może uzyskać magister farmacji, który ma 2-letni staż pracy, zwany „aptekarzem” („apoteker”) i który będzie bezpośrednim kierownikiem apteki. Jedna osoba nie może mieć więcej niż jednej koncesji na prowadzenie apteki. Poza apteką główną koncesja na prowadzenie apteki może obejmować do 3 aptek-filii, w których bezpośrednimi kierownikami będą magistrzy i licencjaci farmacji, jeśli właściciel apteki wykaże, że nie da się zatrudnić magistra farmacji z 2-letnim stażem pracy z przyczyn leżących poza właścicielem apteki, a apteka oferuje usługi apteczne, do których lokalna ludność nie miałaby dostępu w inny sposób bez wysokich kosztów lub dyskomfortu. „Aptekarz” musi dopilnować, żeby apteka zawsze spełniała wymogi fachowe określone przez ustawy, rozporządzenia, uchwały i dobrą praktykę apteczną i wytwarzania. „Aptekarz” musi przestrzegać wytycznych właściciela apteki, dopóki nie są sprzeczne z wymogami fachowymi. W przypadku choroby, urlopu lub innej nieobecności ponad 1 miesiąc, bezpośrednie kierownictwo musi zostać przekazane osobie z prawem wykonywania zawodu magistra lub licencjata farmacji. Okres ten nie powinien przekraczać 12 miesięcy. Koncesja na prowadzenie apteki nie może zostać przekazana/przejęta. Koncesja wygasa, kiedy wygasa stosunek pracy „aptekarza”.
Personel farmaceutyczny apteki obejmuje osoby z prawem wykonywania zawodu magistra („provisorfarmasøyt”) i licencjata („reseptarfarmasøyt”) farmacji. Personel techniczy apteki obejmuje osoby z prawem wykonywania zawodu technika aptecznego („apotektekniker”). Apteka musi mieć personel fachowy w ilości i o kompetencjach wystarczających do zapewnienia dobrej jakości i bezpieczeństwa przechowywania, sporządzania, ekspedycji i wydawania leków w aptece. Właściciel apteki musi przyczynić się do niezbędnego dokształcania pracowników. Przynajmniej jedna osoba spośród personelu farmaceutycznego apteki musi być obecna na miejscu w godzinach otwarcia apteki. Tylko personel farmaceutyczny apteki ma prawo do ekspedycji leków na receptę i zapotrzebowanie, które muszą podlegać kontroli farmaceutycznej. Wszelkie czynności związane z lekami powinny odbywać się pod nadzorem personelu farmaceutycznego apteki.
Ogólnodostępna część apteki musi być wyraźnie odgraniczona i przystosowana do tego, żeby zapewnić ludności dyskrecję. Właściciel apteki ma dostęp do tych części apteki, które nie są ogólnodostępne, tylko za pozwoleniem „aptekarza” lub bezpośredniego kierownika apteki.
Apteka musi mieć własny budżet i rachunkowość. Apteka musi przeprowadzać kontrole wewnętrzne i musi potrafić udokumentować, że działalność i usługi są realizowane zgodnie z wymogami ustaw i rozporządzeń. Przy wydawaniu leku na receptę apteka musi dołożyć starań, żeby klient otrzymał wystarczającą informację o leku, tak żeby był on stosowany prawidłowo. Również w czasie sprzedaży leków bez recepty, apteka musi dołożyć starań, żeby klient otrzymał o nim niezbędną informację. Apteka jest zobowiązana do przyjmowania zwrotów leków do kasacji bez kosztów dla klienta. Apteka może z ograniczeniami reklamować swoje towary, usługi, ceny, rabaty i warunki dostawy. Tylko leki, którymi apteka ma obowiązek obracać, mogą być reklamowane jako takie, które można dostać w aptece.
Zgodnie z norweskim Rozporządzeniem o aptekach koncesję na posiadanie apteki wydaje się normalnie na określoną gminę. Do wniosku należy dołączyć plan finansowy i aktualny budżet dla apteki oraz opis oczekiwanej bazy klientów, stanu zatrudnienia z podziałem na kategorie personelu, obecnej lub oczekiwanej współpracy z innymi aptekami, oczekiwanych rocznych obrotów z podziałem na leki, wyroby medyczne, inne towary i usługi. Jeśli wnioskodawca nie udokumentował, że działalność fachowa apteki będzie prawdopodobnie miała wystarczająco duży zasięg, i przemawiają za tym szczególne przesłanki, wniosek może zostać odrzucony.
„Aptekarz” powinien być na miejscu w aptece i przynależnych jej aptekach-filiach w wymiarze, który zapewnia, że „aptekarz” wypełnia swoje funkcje jako bezpośredni kierownik. „Aptekarz” musi być na miejscu przez czas odpowiadający co najmniej 50% etatu. „Aptekarz” musi wykonywać znaczną część swoich zadań kierowniczych w lokalach apteki lub w przeznaczonych do tego lokalach przy aptece. Kiedy „aptekarza” nie ma na miejscu w aptece, bezpośrednie kierownictwo musi być przekazane osobie spośród personelu farmaceutycznego apteki.
Zgodnie z norweskim Rozporządzeniem o ordynacji i wydawaniu leków z aptek każda recepta i ordynacja musi zostać oceniona i zatwierdzona przez farmaceutę. Recepty telefoniczne muszą być odbierane i zapisywane przez farmaceutę. Apteka musi niezwłocznie uzyskać dane, które są niezbędne, żeby zapewnić bezpieczną ekspedycję i prawidłowe stosowanie leku, jeśli:
- recepta lub ordynacja nie jest sformułowana zgodnie z innymi przepisami;
- jest wątpliwość co do interpretacji recepty lub ordynacji;

- jest powód, żeby sądzić, że osoba wystawiająca popełniła błąd.[22]

Zgodnie z Instrukcją kontroli farmaceutycznej przygotowanej na podstawie Standardu branżowego kontroli farmaceutycznej norweskiego Związku Aptek wszystkie recepty na leki i produkty spożywcze muszą zostać skontrolowane przez farmaceutę przed wydaniem, zarówno recepty papierowe, jak i e-recepty. Kontrola farmaceutyczna musi zostać udokumentowana podpisem elektronicznym w programie komputerowym i podpisem na recepcie. E-recept dotyczy tylko podpis elektroniczny.
Podczas kontroli farmaceutycznej skontrolowane i ocenione muszą zostać:
- autentyczność recepty oraz tożsamość i uprawnienia do wystawiania recept osoby wystawiającej;
- że zarejestrowane są prawidłowe dane w porównaniu z danymi na recepcie, np. dane klienta, lekarza, data wystawienia, rodzaj recepty, preparat, dawka, dawkowanie, powtórzenie i ewentualnie kod refundacji;
- dane naniesione podczas monitorowania pacjenta;
- fachowa ocena dawkowania, możliwe interakcje i ocena w stosunku do historii recept/poprzednich ordynacji;
- czy jest powód, żeby sądzić, że jest błąd w wystawieniu recepty;
- czy sposób użycia na etykiecie jest jednoznaczny i przyczynia się do prawidłowego użycia;
- zamiana generyczna, i ewentualnie prawidłowa przyczyna braku zamiany;
- interwencje;
- fachowe ostrzeżenia systemowe;
- potrzeba kontroli daty ważności (preparaty o małej częstotliwości);
- potrzeba informacji dla klienta (pisemnej lub ustnej) - oceń potrzebę wydania pisemnej informacji, ewentualnie zapytaj, o czym technik już poinformował klienta; oceń potrzebę rozmowy z pacjentem, żeby zapewnić prawidłowe użycie leku, oceń potrzebę ewentualnej usługi dodatkowej, np. porady w inhalacji.

Przy e-recepcie część tych danych będzie obsłużona automatycznie lub będzie miała inną podstawę kontroli niż przy recepcie papierowej. Różnica w podstawie kontroli między odpowiednio receptą papierową a e-receptą polega na tym, że przy e-recepcie ocena farmaceuty będzie w większym stopniu obejmowała, czy preskrypcja jest prawidłowa, fachową ocenę dawkowania, problematykę interakcji i poprzednie ordynacje.
W Norwegii zapobiega się błędom ekspedycyjnym przez kontrolę kodu kreskowego, która:
- zapewnia, że jest wybrany prawidłowy lek;
- zapewnia, że na opakowanie jest naklejona prawidłowa etykieta;
- jest wprowadzona, żeby kontrola farmaceutyczna była prostsza, ponieważ system obsługuje tę techniczną kontrolę.

Niektóre podstawowe zasady kontroli kodu kreskowego:
- kontrola kodu kreskowego nie powinna być dezaktywowana (z wyjątkiem leków niezarejestrowanych i leków, które wyjątkowo mają błędny kod kreskowy);
- podczas dezaktywacji powinna zostać przeprowadzona ręczna kontrola przez farmaceutę (sprawdź nazwę/numer towaru, dawkę i ilość - na opakowaniu i na recepcie, rozważ podwójną kontrolę przy dezaktywacji kontroli kodu kreskowego)[24].

## Historia aptekarstwa akademickiego w Polsce
Pierwszy wydział farmaceutyczny w Polsce utworzono w Krakowie w 1783 roku. Wtedy to w Szkole Głównej Koronnej w Krakowie (Akademii Krakowskiej) powstała Katedra Farmacji i Materii Medycznej. Pierwszym profesorem na niej był dr Jan Szaster, krakowski doktor medycyny i aptekarz. Po raz pierwszy dyplomy magistra farmacji zostały rozdane w 1797 roku.
W Krakowie, po raz pierwszy na świecie, wyższe wykształcenie farmaceutyczne zdobyły kobiety. 28 sierpnia 1824 roku po studiach eksternistycznych Filipina i Konstancja Studzińskie otrzymały dyplomy farmacji.
Pierwszymi pełnoprawnymi studentkami farmacji były Jadwiga Klemensiewicz, Janina Kosmowska i Stanisława Dowgiałło. Mogły one studiować na skutek rozporządzenia Ministra Wyznań i Oświaty z 29 marca 1897 roku zezwalającego na przyjmowanie na studia kobiety.
Obecnie farmację można studiować na Wydziałach Farmaceutycznych w Krakowie, Sosnowcu, Szczecinie, Wrocławiu, Poznaniu, Bydgoszczy, Gdańsku, Białymstoku, Warszawie, Łodzi i Lublinie.